# Bassin de Mackenzie
Pour les articles homonymes, voir Mackenzie.

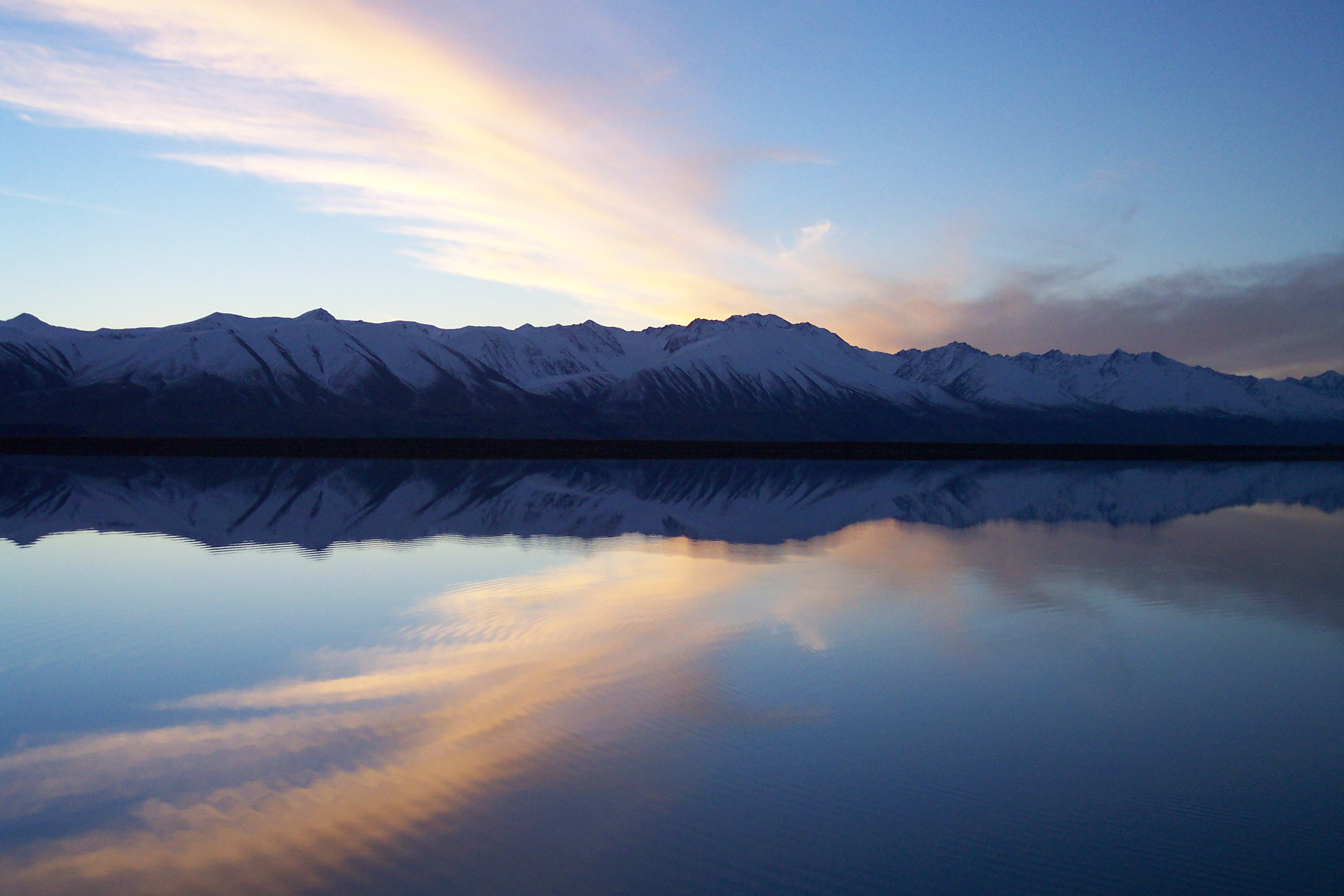
Les monts Ben Ohau vus depuis la rive est du lac Tekapo

Le bassin de Mackenzie (communément et traditionnellement appelé le Mackenzie Country) est un bassin inter-montagneux situé dans le district de Mackenzie, près du centre de l'île du Sud de la Nouvelle-Zélande.

## Description
C'est le plus grand bassin versant du pays, occupant le centre de l'Île du Sud.
Historiquement, il est célèbre pour l'élevage de moutons mais cette région peu peuplée, est aujourd'hui surtout une destination touristique.

## Toponymie

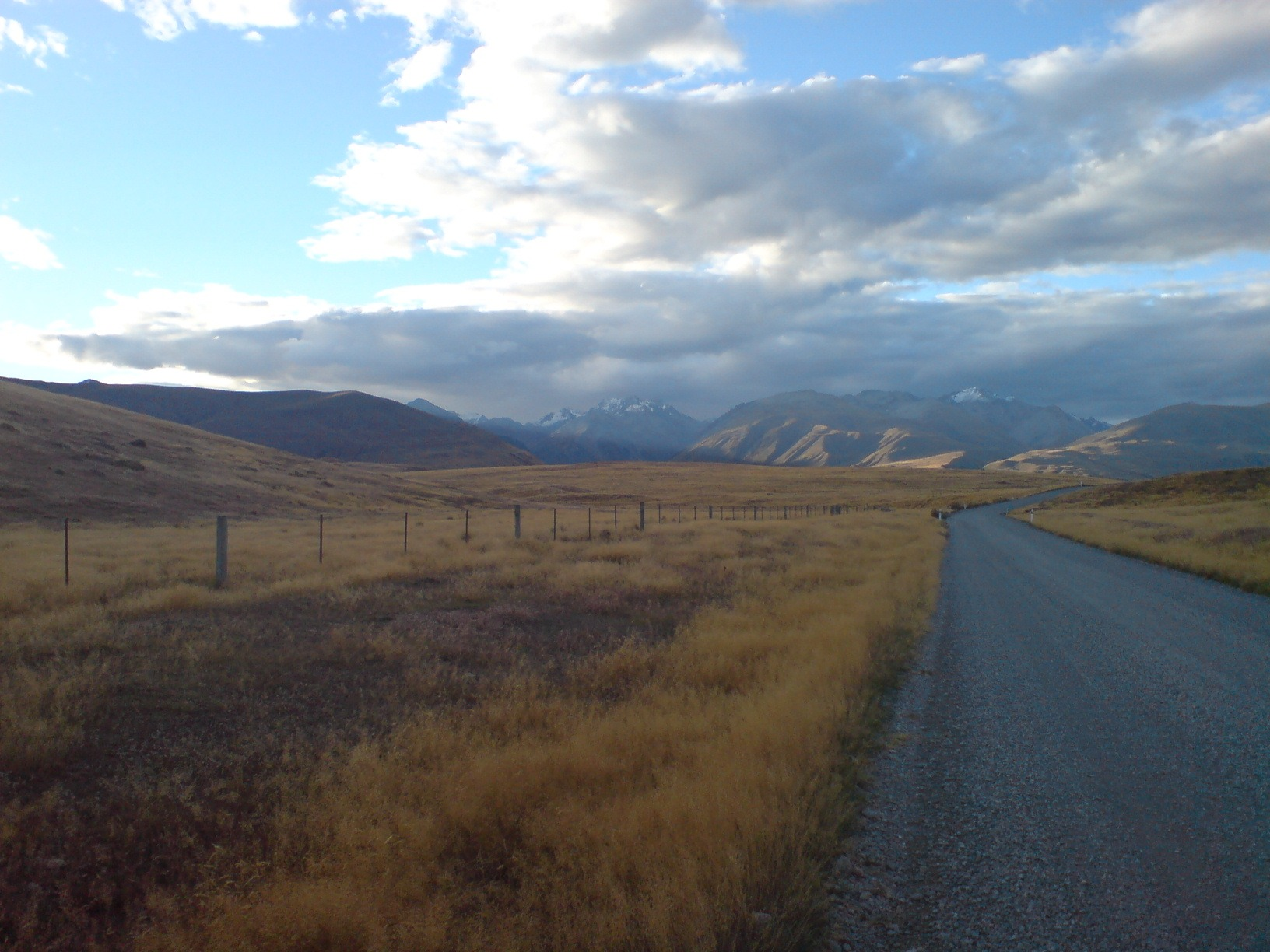
Mackenzie Country avec Alpes du Sud en arrière-plan

Il fut nommé dans les années 1850, par et pour James Mackenzie (en), un Écossais, éleveur (et voleur de moutons), qui menait ses troupeaux volés dans cette région presque entièrement vide d'habitations humaines, quoique des Maoris y avaient vécu de temps en temps. 
Après sa capture la région fut répartie entre plusieurs élevages de moutons.

## Géographie
Le bassin s'étend sur environ 100 km du nord au sud et 40 km d'est en ouest. 
Les Alpes du Sud bordent le côté ouest ; la plus grande partie du bassin se situe dans la région de Canterbury, mais une petite partie, se situant au sud du fleuve Waitaki, est donc dans la région d'Otago.

La chaîne de Benmore Range dans le bassin de Mackenzie. avril 2019.

À partir du nord, le bassin est accessible par la route State Highway 8 (en), qui passe par le col de Burkes (en) (709 m d'altitude), à partir du sud, il est accessible par le col de Lindis (en) (965 m d'altitude), et à partir de l'est par la route State Highway 83 (en) au niveau de la vallée du fleuve Waitaki.
Les cours d'eau les plus importants du bassin sont : le fleuve Waitaki, le fleuve Ahuriri, la rivière Hakataramea, et la rivière Tekapo. Les lacs naturels sont les lacs d'Ohau, de Pukaki, d'Alexandrina et lac Tekapo, ainsi que les lacs artificiels hydroélectriques : lac Ruataniwha, lac Benmore et lac Aviemore.

## Population
La région est peu peuplée, avec seulement quatre villages : Lake Tekapo (en) (avec moins de 500 habitants), Mount Cook Village (avec moins de 150 résidents), Twizel (moins de 1 000), et Omarama (moins de 400 résidents).

## Tourisme

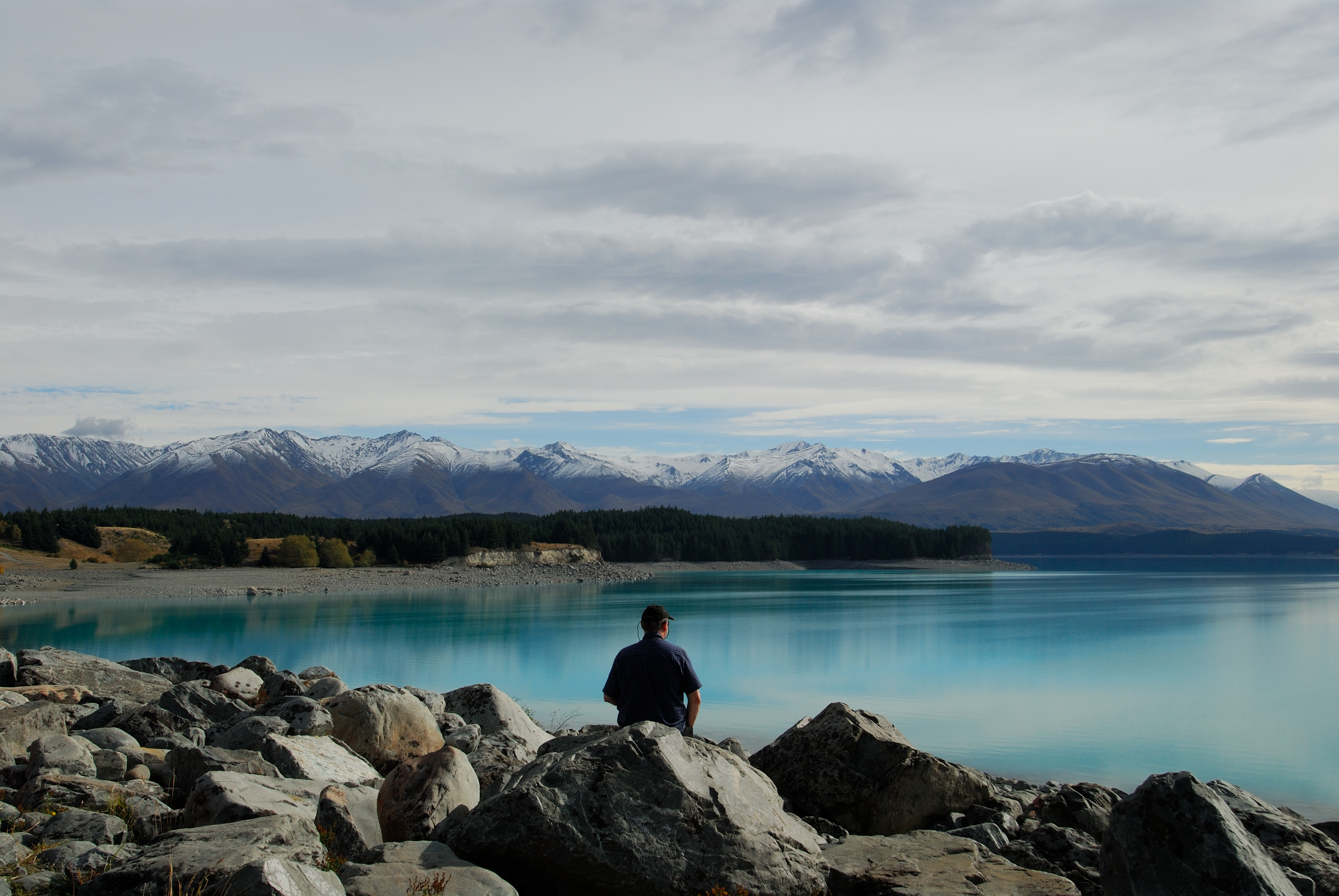
Le lac Pukaki avec les Alpes du Sud en arrière-plan

Ses paysages de vastes lacs glaciaires avec les Alpes du Sud enneigés sont particulièrement prisés des touristes et skieurs. Parmi les pistes de ski les plus connues on trouve celles d'Ohau et de Lake Tekapo, populaires pour les habitants des régions de Canterbury et d'Otago car plusieurs pistes de ski de la région sont plus spartiates et moins fréquentées que celles de la région de Queenstown.
Le paysage du Mackenzie Country est de plus en plus utilisé comme lieu de tournage ; Peter Jackson y a choisi de tourner plusieurs scènes des films du Seigneur des anneaux, plusieurs émissions de télévision s'y déroulent ainsi que des documentaires et publicités.
Des compétitions de vol à voile s'y tiennent régulièrement. Plusieurs pistes de vol à voile sont situés dans le Mackenzie Country.
C'est une région importante pour l'astronomie car les cieux sont limpides ; plusieurs observatoires s'y trouvent dont l'Observatoire de l'université Mount John (en), celui de l'université de Canterbury et plusieurs observatoires amateurs. Lors de la 3e Conférence Internationale du Ciel étoilé en 2012, le bassin de Mackenzie a été déclaré comme étant un International Dark Sky Reserve (IDSR), soit une région strictement régulée pour préserver l'absence de pollution lumineuse. Le tourisme lié à l'astronomie fait partie grandissante de l'économie de la région, particulièrement au niveau du lac Ohau et à Mount Cook Village (où il y a un planétarium), et à Omarama.